# Tindari
Tindari (italijansko: [ˈtindari]; sicilijansko: Lu Tìnnaru [lʊ ˈtinnaɾʊ]), starodavni Tyndaris (starogrško: Τυνδαρίς, Strabon) ali Tyndarion (Τυνδάριον, Ptolemaj), je majhno mesto, frazione (predmestje ali občina) v občini Patti in latinsko katoliški naslovni sedež.
Monumentalne ruševine starodavnega Tindarija so glavna atrakcija za obiskovalce, izkopavanja pa še naprej razkrivajo več delov mesta.
Tindari ima slavno svetišče in je znano tudi po pesmi Vento a Tindari, ki jo je napisal Salvatore Quasimodo.

## Zgodovina
Starodavni Tyndaris se je strateško nahajal na vidnem griču s pogledom na širok zaliv Tirenskega morja, ki ga na vzhodu omejujeta Punta di Milazzo in Capo Calavà na zahodu.
Bilo je eno najnovejših mest na Siciliji, ki je lahko zahtevalo izključno grški izvor, saj ga je Dionizij I. Sirakuški ustanovil leta 396 ali 395 pr. n. št. Prvotni naseljenci so bili ostanki mesinskih izgnancev, ki so jih Špartanci po koncu peloponeške vojne pregnali iz Nafpakta, Zakintosa in Peloponeza. Te je Dionizij sprva ustanovil v Messani, ko je zgradil to mesto; toda Špartanci so se ob tem zgražali in jih preusmerili na mesto Tyndaris, ki je bilo prej vključeno na ozemlje Abacaenuma. Kolonisti so svojemu novemu mestu dali ime Tyndaris, po domačih božanstvih, "Tyndaridae" ali Dioscuri in so z lahkoto sprejemali sveže državljane iz drugih krajev, kmalu so celotno prebivalstvo povečali na 5000 prebivalcev. Novo mesto je tako naenkrat postalo mesto velikega pomena.
Naslednjič je omenjeno leta 344 pred našim štetjem, ko je bilo eno prvih mest, ki se je Timoleonu (grško Τιμολέων, sin Timodemov iz Korinta (cca. 411–337 p. n. št.) starogrški vojskovodja in državnik.) izreklo v prid po njegovem pristanku na Siciliji. V kasnejšem obdobju se nam zdi, da se omenja kot zagovarjanje Hieronovega razloga in ga podpira v vojni proti Mamertinom 269 pr. n. št. Ob tej priložnosti se je naslonil na Tyndaris na levi in na Tauromenium (sodobna Taormina) na desni.  Zaradi močnega položaja Tyndarisa je bilo to pomembno strateško mesto na Tirenskem morju, saj je bil Tauromenium ob Jonskem morju, zato ga pogosto omenjamo v poročilih o poznejših vojnah. V prvi punski vojni je bila najprej odvisna od Kartagine; in čeprav so bili državljani, ki so bili zaskrbljeni zaradi napredka rimske vojske, nekoč na točki, da so se obrnili proti Rimu, so jih Kartažani obvladali in vse glavne državljane odpeljali kot talce. Leta 257 pred našim štetjem se je bitka pri Tyndarisu zgodila ob obali Tyndarisa, med mestom in Liparskimi otoki, v kateri je rimska flota pod vodstvom Gaja Atilija Regula dobila nekaj prednosti pred kartažansko floto, vendar brez odločilnega rezultata. Rimska flota je ob tej priložnosti opisana kot ganljiva pri rtu Tyndaris, vendar mesto še ni padlo v njihove roke in šele po padcu Panorma (sodobni Palermo) leta 254 pred našim štetjem je Tyndaris pregnal kartažanski garnizon in se pridružil rimski zvezi.
V času rimske vlade o Tyndarisu slišimo malo, vendar se zdi, da je bilo to cvetoče in precejšnje mesto. Cicero ga imenuje nobilissima civitas  in od njega izvemo, da so prebivalci že velikokrat pokazali svojo vnemo in zvestobo do Rimljanov. Med drugim so oskrbovali pomorske sile za oborožitev Scipiona Afričana mlajšega, za kar se jim je oddolžil, tako da jim je obnovil kip Merkurja, ki so ga odnesli Kartažani in ki so ga v mestu še naprej častili, dokler ga ni ukradel grabežljivi Verres. Tyndaris je bilo tudi eno od sedemnajstih mest, ki jih je rimski senat, očitno kot častno priznanje, izbral za prispevanje k določenim daritvam Venerinega templja v Eriksu. V drugih pogledih ni imel posebnih privilegijev in je bil v stanju običajnega občinskega mesta z lastnimi sodniki, krajevnim senatom, itd., vsekakor pa je bil v času Cicera eden najpomembnejših krajev na otoku. Vendar je hudo trpel zaradi izsiljevanja Verresa  in prebivalci, da bi se maščevali svojemu zatiralcu, so njegov kip javno porušili takoj, ko je zapustil otok.
Tyndaris je spet prenašal velik del sicilskega upora med Sekstom Pompejem in Oktavijanom. Bil je ena od točk, ki jih je nekdanji zasedel in utrjeval med pripravami na obrambo Mesinskega preliva, vendar ga je Agripa zasedel po svoji pomorski zmagi pri Mylaeju in postal eno od njegovih glavnih položajev, s katerih je nadaljeval ofenzivno vojskovanje proti Pompeju. V nadaljevanju v zgodovini o Tyndarisu nismo slišali nič več; vendar ni dvoma, da je še naprej obstajal v celotnem obdobju Rimskega cesarstva. Strabon o njem govori kot o enem od krajev na severni obali Sicilije, ki je v njegovem času še vedno zaslužilo ime mesta; in Plinij starejši mu da naslov Colonia. Verjetno je bil kolonija pod Avgustom, saj najdemo v napisu naslove Colonia Augusta Tyndaritanorum. Plinij res omenja veliko nesrečo, ki jo je utrpelo mesto, ko je polovico požrlo morje, verjetno zaradi potresa, ki je povzročil padec dela hriba, na katerem je stolo mesto, vendar nimamo namiga na datum tega dogodka ; itinerarji potrjujejo obstoj Tyndarisa, ki je bil očitno še vedno pomemben kraj v 4. stoletju.

## Cerkvena zgodovina
- Ustanovljena leta 498 kot škofija Tindari (italijanščina) / Tyndaris (latinica) / Tyndaritan (mi) (latinski pridevnik). V začetku 7. stoletja Sicilija ni imela nobenega metropolitanskega sedeža, zato so bile vse njene škofije, čeprav so bile politično del bizantinskega cesarstva, pod nadzorom rimskega ("zahodnega") |papeškega patriarhata kot (izvzete) sufraganske škofije Rima. Bizantinski cesar Leon III. Izavrijec je vso Sicilijo prenesel v patriarhat Konstantinopel (približno 732);  v 8. ali 9. stoletju je na novo ustanovljena metropolitanska nadškofija v Sirakuzah dobila vse sicilijanske škofije kot sufragane, vključno s Tindarijem, kjer od leta 649 niso zabeležili nobenega škofa.
- Čeprav Notitia Episcopatuum (uradni dokumenti, ki vzhodnim državam zagotavljajo seznam in hierarhični čin cerkvenih metropolitanskih in sufraganskih škofij) pod vodstvom cesarja Leona VI. (začetek 10. stoletja) še vedno uvršča Tindari med sufragane v Sirakuzah, je bila to verjetno le kanonska teorija, saj so leta 836 Tindari za islam osvojili Arabci in od škofije ni slišati ničesar.
- Formalno ukinjena leta 880 brez neposrednega naslednika, vendar je leta 1082 izgubila (nekaj) ozemlja, da bi ustanovili kratkotrajno škofijo Troina (leta 1098 ukinjena, da bi ustanovili škofijo v Messini). Ko so Normani v 11. stoletju Sicilijo spet osvojili in pokristjanjevali, škofije niso obnovili, njeno ozemlje pa je bilo dodeljeno novi škofiji Patti.

### Titularni naslov
Škofija je bila nominalno obnovljena leta 1968 kot latinska-naslovna škofija Tindari (kuriatska italijanščina) / Tyndaris (latinica) / Tyndaritan (nas) (latinski pridevnik).

## Ostanki
Do 19. stoletja je bilo mesto Tyndaris popolnoma zapuščeno, vendar je ime obdržala cerkev, ki je stala na najvišji točki hriba, na katerem je nekoč stalo mesto in se je še vedno imenovala Madonna di Tindaro. To je okoli 180 m nad morjem in predstavlja opazen mejnik za mornarje. Vidne so tudi precejšnje ruševine starodavnega mesta. Zavzemalo je celo planoto ali vrh hriba, ostanke starodavnih zidov pa lahko v intervalih zasledimo po celotnem predelu pečin, razen na enem delu, obrnjene proti morju, kjer je pečina zdaj precej strma. Ni verjetno, da se je prav tu zrušil del pečine, na način, ki ga je zabeležil Plinije[16] Dveje mestnih vrat še vedno jasno sledimo.
Glavni spomeniki, katerih ruševine so še vedno v krogu sten, so:
- gledališče, katerega ostanki so v nepopolnem stanju, vendar zadostujejo, da pokažejo, da ni bilo veliko in očitno rimske gradnje ali vsaj podobno kot gledališče Tauromenium, obnovljeno v rimskih časih na grških temeljih.
- propileje z dvema lepima kamnitima lokoma (prej imenovane Gimnazija)
- več drugih zgradb iz rimskega obdobja, vendar povsem negotovega značaja, mozaični pločnik in nekaj rimskih grobnic.[16]

Na tem mestu so odkrili tudi številne napise, drobce skulptur in arhitekturne okraske ter kovance, vaze itd.

## Legenda
Lokalna legenda pripoveduje, da je laguna nastala po tem, ko je romar, ki je prišel k Madoni, zavrnil molitev, ker je bila temnopolta. Ženska je po naključju spustila svojega otroka v ocean in Madonna je dvignila zemljo, da bi rešila otroka. Marinellova sipina se je oblikovala kot profil Madone.

## V popularni kulturi
Epizoda inšpektorja Montalbana se je imenovala Izlet v Tindari. Konča se s štirimi glavnimi junaki s pogledom na zaliv.
- Laguna Tindari z naravnim rezervatom Marinello.
- Grško gledališče
- Svetišče Tindari.
- Črna madona iz Tindarija praznuje od 7. do 8. septembra z napisom "NIGRA SUM SED FORMOSA", kar pomeni "Črna sem, a lepa".